# Miguel José de Almeida Pernambuco Filho
Miguel José de Almeida Pernambuco Filho (Belém, 1898 - Belém, 1978) foi um advogado, professor e político paraense. 
Tendo estudado direito na França, lecionou Direito Universal na Faculdade de Direito do Pará.
Na política, ficou a frente do governo do estado por um curto período de tempo, de 25 de janeiro de 1943 até 20 de fevereiro de 1943, até a posse de seu sucessor Magalhães Barata. Além disso, também foi secretário de educação do Pará.